# Apanteles imitandus
Apanteles imitandus är en stekelart som beskrevs av Muesebeck 1954. Apanteles imitandus ingår i släktet Apanteles och familjen bracksteklar. Inga underarter finns listade i Catalogue of Life.